# 世界観光都市ランキング
世界観光都市ランキング（せかいかんこうとしランキング）とは、訪れる外国人観光訪問者が多い都市のランキングである。ここでは、代表的な指標であるユーロモニターインターナショナルの調査と、クレジットカード大手の米マスターカード社による調査について記す。

## 概要
世界観光都市とは、外国人の訪問者が多い都市であり、国際観光都市とも呼ぶ。外国人観光客数の多さは、国際都市や世界都市における重要な要素の一つである。これらの都市には世界から人を惹き付ける、文化・歴史・建造物・食・景観・娯楽施設等を有しており、都市の魅力を形作っている。伝統的にはロンドン・パリ・ニューヨーク・ローマ・マドリード・イスタンブール・京都・北京などを指す。現代では、アジアの都市が躍進している。

## ユーロモニターインターナショナルの調査
ユーロモニターインターナショナルはイギリスのロンドンに本部を置く機関で、消費者市場や産業動向を調査・予測する国際的な調査市場会社である。ユーロモニターインターナショナル調査の2019年における外国人訪問者数ランキングは以下の通りである。なお、訪問者数の千の位は四捨五入している。
| 2019年外国人訪問者数ランキング |                  |                  |          |
|                                | 都市名           | 国名             | 訪問者数 |
| 1                              | 香港             | 香港             | 2672万人 |
| 2                              | バンコク         | タイ             | 2585万人 |
| 3                              | マカオ           | マカオ           | 2064万人 |
| 4                              | シンガポール     | シンガポール     | 1976万人 |
| 5                              | ロンドン         | イギリス         | 1956万人 |
| 6                              | パリ             | フランス         | 1909万人 |
| 7                              | ドバイ           | アラブ首長国連邦 | 1633万人 |
| 8                              | デリー           | インド           | 1520万人 |
| 9                              | イスタンブール   | トルコ           | 1472万人 |
| 10                             | クアラルンプール | マレーシア       | 1407万人 |
| 11                             | ニューヨーク     | アメリカ         | 1401万人 |
| 12                             | アンタルヤ       | トルコ           | 1332万人 |
| 13                             | ムンバイ         | インド           | 1244万人 |
| 14                             | 深圳             | 中国             | 1232万人 |
| 15                             | プーケット       | タイ             | 1097万人 |
| 16                             | 東京             | 日本             | 1044万人 |
| 17                             | ローマ           | イタリア         | 1032万人 |
| 18                             | アーグラ         | インド           | 1013万人 |
| 19                             | 台北             | 台湾             | 998万人  |
| 20                             | パタヤ           | タイ             | 995万人  |
| 21                             | メッカ           | サウジアラビア   | 983万人  |
| 22                             | プラハ           | チェコ           | 915万人  |
| 23                             | ソウル           | 韓国             | 911万人  |
| 24                             | 広州             | 中国             | 901万人  |
| 25                             | 大阪             | 日本             | 900万人  |
| 26                             | アムステルダム   | オランダ         | 884万人  |
| 27                             | メディナ         | サウジアラビア   | 882万人  |
| 28                             | デンパサール     | インドネシア     | 858万人  |
| 29                             | マイアミ         | アメリカ         | 834万人  |
| 30                             | ホーチミン       | ベトナム         | 821万人  |
| 31                             | チェンナイ       | インド           | 793万人  |
| 32                             | 上海             | 中国             | 775万人  |
| 33                             | ロサンゼルス     | アメリカ         | 773万人  |
| 34                             | ジャイプール     | インド           | 756万人  |
| 35                             | ジョホールバル   | マレーシア       | 723万人  |
| 36                             | バルセロナ       | スペイン         | 702万人  |
| 37                             | カイロ           | エジプト         | 681万人  |
| 38                             | ラスベガス       | アメリカ         | 664万人  |
| 39                             | ウィーン         | オーストリア     | 663万人  |
| 40                             | ミラノ           | イタリア         | 660万人  |
| 41                             | アテネ           | ギリシャ         | 630万人  |
| 42                             | ハロン           | ベトナム         | 625万人  |
| 43                             | ベルリン         | ドイツ           | 620万人  |
| 44                             | カンクン         | メキシコ         | 615万人  |
| 45                             | ベネチア         | イタリア         | 597万人  |
| 46                             | オーランド       | アメリカ         | 573万人  |
| 47                             | マドリード       | スペイン         | 560万人  |
| 48                             | モスクワ         | ロシア           | 559万人  |
| 49                             | ダブリン         | アイルランド     | 546万人  |
| 50                             | リヤド           | サウジアラビア   | 545万人  |

## マスターカード社の調査
アメリカのクレジットカード会社であるマスターカード社は、2019年に世界200都市を対象に調査を行い、外国から訪れた旅行者が多い都市のランキングを発表した。これらの数値は、観光客に加えビジネスなどの出張客数も含んだ数値である。なお、訪問者数の千の位は四捨五入している。
| 2019年度世界渡航先ランキング |                      |                  |          |
|                              | 都市名               | 国名             | 訪問者数 |
| 1                            | バンコク             | タイ             | 2278万人 |
| 2                            | パリ                 | フランス         | 1910万人 |
| 3                            | ロンドン             | イギリス         | 1909万人 |
| 4                            | ドバイ               | アラブ首長国連邦 | 1593万人 |
| 5                            | シンガポール         | シンガポール     | 1467万人 |
| 6                            | クアラルンプール     | マレーシア       | 1379万人 |
| 7                            | ニューヨーク         | アメリカ         | 1360万人 |
| 8                            | イスタンブール       | トルコ           | 1340万人 |
| 9                            | 東京                 | 日本             | 1293万人 |
| 10                           | アンタルヤ           | トルコ           | 1241万人 |
| 11                           | ソウル               | 韓国             | 1125万人 |
| 12                           | 大阪                 | 日本             | 1014万人 |
| 13                           | メッカ               | サウジアラビア   | 1000万人 |
| 14                           | プーケット           | タイ             | 989万人  |
| 15                           | パタヤ               | タイ             | 944万人  |
| 16                           | ミラノ               | イタリア         | 910万人  |
| 17                           | バルセロナ           | スペイン         | 909万人  |
| 18                           | パルマ・デ・マヨルカ | スペイン         | 896万人  |
| 19                           | バリ                 | インドネシア     | 826万人  |
| 20                           | 香港                 | 香港             | 823万人  |